# Leon Blank
Leon Blank (ur. w Kalininie, zm. 5 lipca 2008 w Sztokholmie) – polski pedagog tańca, tancerz i choreograf żydowskiego pochodzenia, jeden z najwybitniejszych specjalistów w dziedzinie tańca żydowskiego. 

## Życiorys
Leon Blank urodził się pod koniec lat 40. XX wieku w Kalininie w rodzinie polskich Żydów. W połowie lat 60. XX wieku wraz z rodziną wyemigrował do Szwecji i osiadł w Sztokholmie, gdzie zainteresował się tańcem ludowym. Jego kariera zaczęła się od standardów i tańców latynoamerykańskich. Po kilku latach został nauczycielem specjalizującym się w tańcach bałkańskich i izraelskich. W 1986 roku swoją twórczość związał z muzyką klezmerską. W jego repertuarze były tańce rumuńskie, bułgarskie, jugosłowiańskie, greckie, amerykańskie i izraelskie. Prowadził warsztaty tańca w wielu krajach m.in. w Austrii, Holandii, Finlandii, Francji, Danii, Kanadzie, Polsce i Słowacji. Od lat prowadził warsztaty tańca na Festiwalu Kultury Żydowskiej Warszawa Singera.